# ムトゥル・デミル (サッカー)
ムトゥル・デミル（Mutlu Demir、1974年5月31日 - ）は、トルコ・アンタルヤ出身の元アマチュアサッカー選手、現サッカー指導者。
選手時代のポジションはサイドバック。

## 来歴
トルコ南西部アンタルヤ県のアンタルヤ生まれ。

### RSVマイネルツハーゲン時代
2015年7月1日、41歳でKSCマイネルツハーゲン・アタテュルクトレーナーを経てRSVマイネルツハーゲン監督を就任。
2024年2月21日、在籍から9シーズン目でRSVマイネルツハーゲン監督を退任。

### SVアイントラハト・ホーケッペル時代
2024年2月22日、暫定監督のケビン・タイセンからSVアイントラハト・ホーケッペルの監督に就任。

## 監督成績
| クラブ                         | 就任          | 退任          | 記録 | 記録 | 記録 | 記録 | 記録   |
| クラブ                         | 就任          | 退任          | 試合 | 勝   | 分   | 敗   | 勝率   |
| ------------------------------ | ------------- | ------------- | ---- | ---- | ---- | ---- | ------ |
| RSVマイネルツハーゲン          | 2015年7月1日  | 2024年2月21日 | 124  | 67   | 10   | 47   | 054.03 |
| SVアイントラハト・ホーケッペル | 2024年2月22日 |               |      |      |      |      |        |